# Tiquanny Williams
Tiquanny Williams (* 10. September 2001) ist ein Fußballspieler von St. Kitts und Nevis.

## Karriere

### Klub
Er spielt derzeit beim United Old Road Jets FC.

### Nationalmannschaft
Nach Einsätzen in der U20 bei der CONCACAF Meisterschaft 2018, stand er 2019 öfter ohne Einsatz im Kader der Nationalmannschaft. Am 8. Juni 2021 spielte er erstmals für die A-Mannschaft bei einer 0:2-Niederlage gegen Trinidad und Tobago während der Qualifikation für die Weltmeisterschaft 2022, als er in der 68. Minute beim Stand von 0:1 für Omari Sterling-James eingewechselt wurde.